# 사무엘 프뢸러
사무엘 프뢸러(스웨덴어: Samuel Fröler, 1957년 3월 24일 ~ )는 스웨덴의 배우, 성우이다.

## 영화
- 더 프로시큐터 더 디펜더 더 파더 앤드 히즈 선 (2015년)
- 퓨어 (2010년)
- 헤드헌터 (2009년)
- 엑시트 (2006년)
- 늑대와 함께 한 여름 (2003년)
- 옥테인 (2003년)
- 스나이퍼 3 - 라스트 타겟 (2001년) - 스벤 역
- 말괄량이 삐삐 (1997년)
- 사적인 고백 (1996년) - 헨릭 역
- 비트윈 써머스 (1995년)
- 팔렛 파라곤 (1994년)
- 고모론 (1992년) - 게스트 역
- 최선의 의도 (1992년)